# Zankl
| System                                 | Oddział    | Piętro   | Wiek (mln lat) |
| -------------------------------------- | ---------- | -------- | -------------- |
| Czwartorzęd                            | Plejstocen | Gelas    | młodsze        |
| Neogen                                 | Pliocen    | Piacent  | 2,58–3,6       |
| Neogen                                 | Pliocen    | Zankl    | 3,6–5,333      |
| Neogen                                 | Miocen     | Messyn   | 5,333–7,246    |
| Neogen                                 | Miocen     | Torton   | 7,246–11,63    |
| Neogen                                 | Miocen     | Serrawal | 11,63–13,82    |
| Neogen                                 | Miocen     | Lang     | 13,82–15,97    |
| Neogen                                 | Miocen     | Burdygał | 15,97–20,44    |
| Neogen                                 | Miocen     | Akwitan  | 20,44–23,03    |
| Paleogen                               | Oligocen   | Szat     | starsze        |
| Podział neogenu według IUGS, luty 2022 |            |          |                |

Zankl (ang. Zanclean)

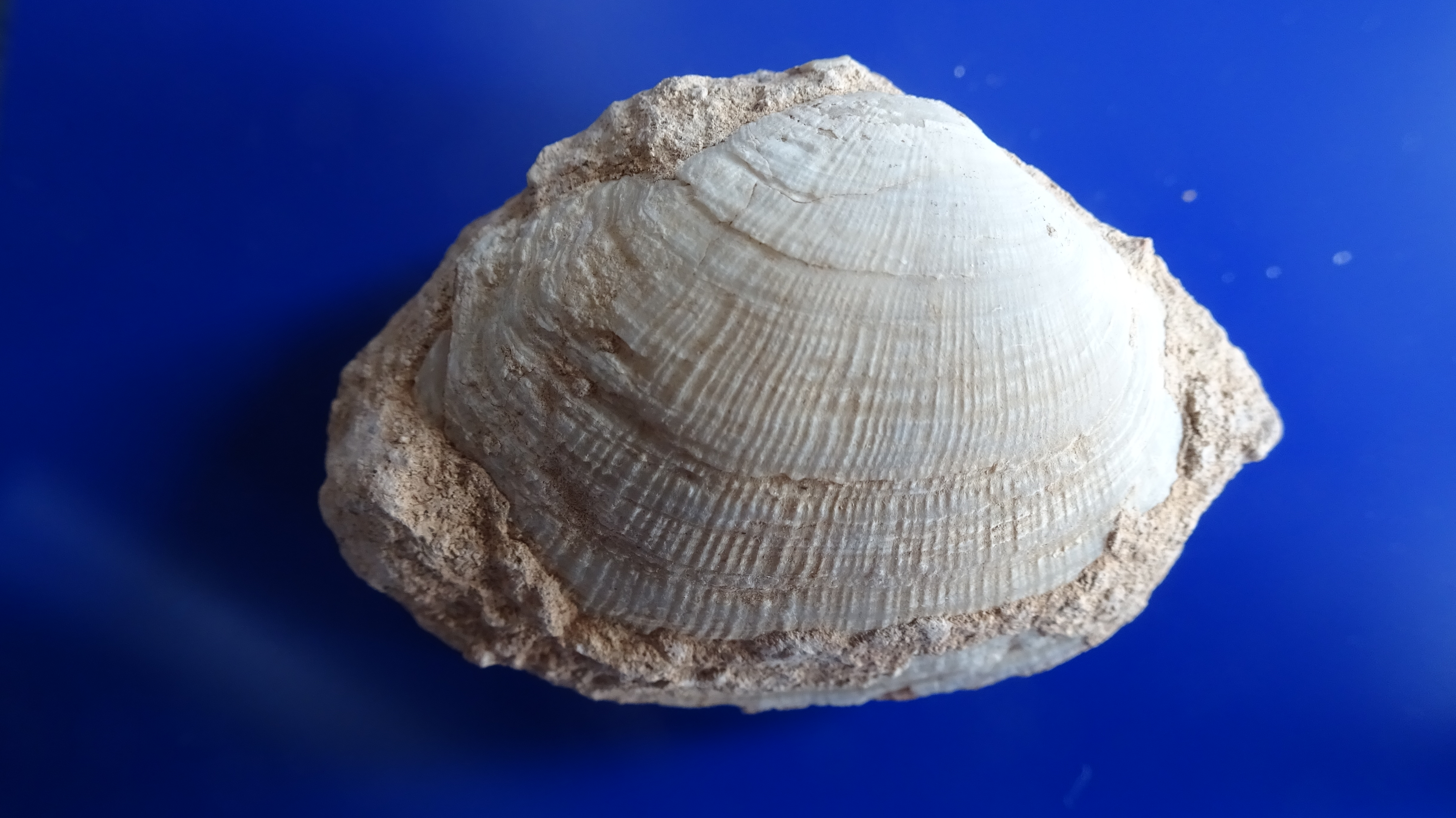
Skamieniałość pochodząca z Wysp Kanaryjskich z wieku Zankl

- w sensie geochronologicznym: najstarszy wiek pliocenu (era kenozoiczna), trwający około 1,7 miliona lat (od 5,332 do 3,600 mln lat temu). Zankl jest młodszy od messynu (miocen) a starszy od piacentu.

- w sensie chronostratygraficznym: najniższe piętro pliocenu, wyższe od messynu a niższe od piacentu. Stratotyp dolnej granicy zanklu znajduje się w Eraclea Minoa (Capo Bianco, południowo-zachodnie wybrzeże Sycylii).

Nazwa piętra (wieku) pochodzi od starożytnej nazwy Mesyny – Zankle.